# Sonia Zeboudj
Sonia Zeboudj, née le 21 juin 2003, est une escrimeuse algérienne.

## Carrière
Sonia Zeboudj est médaillée d'argent en fleuret par équipes aux Championnats d'Afrique d'escrime 2017 au Caire et aux Championnats d'Afrique d'escrime 2018 à Tunis. Elle remporte la médaille d'or en fleuret individuel aux Jeux africains de la jeunesse de 2018 à Alger. Elle est médaillée de bronze en fleuret par équipes aux Championnats d'Afrique d'escrime 2019 à Bamako et médaillée d'argent en fleuret par équipes aux Championnats d'Afrique d'escrime 2022 à Casablanca ainsi qu'aux Championnats d'Afrique d'escrime 2023 au Caire.
Elle remporte la médaille d'or en fleuret par équipe aux Jeux panarabes de 2023 en Algérie.

## Famille
Elle est la sœur de l'escrimeuse Yousra Zeboudj.